# Аллея Генриха Гейне
Аллея Генриха Гейне (нем.  Heinrich-Heine-Allee) — одна из основных магистралей центральной части города Дюссельдорф (федеральная земля Северный Рейн-Вестфалия). Улица пролегает параллельно течению Рейна в направлении север-юг по восточной границе старого города от улицы Ratingerstraße до улицы Grabenstraße.

Улица названа по имени самого знаменитого уроженца Дюссельдорфа Генриха Гейне, который родился 13 декабря 1797 года на улице Болькерштрассе, проходящей от аллеи Генриха Гейне в сторону Рейна до площади Бургплац.

Как архитектурные и исторические памятники на площади взяты по охрану следующие объекты:
- административные здания 1892—1894  годов постройки по адресу Аллея Генриха Гейне 8-9[1]
- Оперный театр (Аллея Генриха Гейне, 16а)[2]
- «Дом Вильгельма Маркса» (Аллея Генриха Гейне, 53)[3]

## История
По условиям Люневильского мирного договора, заключенного 9 февраля 1801 года, крепостные укрепления вокруг Дюссельдорфа были снесены. Согласно проекту 1802 года, по маршрутам, где ранее проходили городские стены, планировалось проложить новые улицы и аллеи. Проект разрабатывался под руководством придворного архитектора Каспара Антона Хушбергера и ландшафтного архитектора Максимилиана Фридриха Вейха. Вдоль восточной стены были проложены две аллеи, которые теперь носят названия Аллеи Генриха Гейне и Королевской аллеи.

Застройка улицы выполнялась с 1806 года по планам архитектора Адольфа фон Фагедеса в стиле классицизма. В 1811 году улица получила название «Бульвар Наполеона». В 1813 году Дюссельдорф становится главным городом Великого герцогства Берг и улица переименовывается в «Фридрихсштрассе». Однако, это название у жителей города не пользовалось популярностью и в просторечии улицу именовали просто — «Аллеештрассе».

Наряду с простыми жилыми домами по обеим сторонам аллеи строятся богатые дома дворянства, роскошные отели. Так, в 1812 году строится отель «Breidenbacher Hof». Широкое пространство улицы (примерно 40 м) засаживается пятью рядами деревьев. Но уже в 1870 году два ряда зелёных насаждений уничтожается в виду прокладки рельс городского трамвая.

В 1873—1875 годах на улице сооружается здание городского театра по проекту архитектора Эрнста Гриза. В 1920 году этот театр был превращен в оперный. В 1882 году по проекту того же Гриза была сооружена художественная галерея. В 1907—1909 годах по проекту архитектора Йозефа Марии Ольбриха на аллее сооружается монументальное здание универсального магазина «Титц». В 1924 году в южной части аллеи сооружается первое высотное офисное здание в Дюссельдорфе — «Дом Вильгельма Маркса».

К началу второй мировой войны улица представляла собой богатый деловой бульвар. К сожалению, после войны от былого великолепия практически ничего не осталось. Обширные работы по восстановлению улицы были проведены в 50-е годы XX века. Были восстановлены оперный театр, «Дом Вильгельма Маркса», универсальный магазин «Титц», Ратингские ворота и др.

В 1963 году улица получила своё современное имя в честь Генриха Гейне и сегодня это — одна из важнейших улиц Дюссельдорфа.

В связи с введением в эксплуатацию подземной части скоростного трамвая трамвайные пути на улице были демонтированы. На улице по-прежнему существует интенсивное автомобильное движение.

## Утраченные памятники истории и архитектуры
- Alleestraße 24